# Liste der Olympiasieger im Breaking
Die Liste der Olympiasieger im Breaking führt sämtliche Sieger sowie die Zweit- und Drittplatzierten der Breakingwettbewerbe bei den Olympischen Sommerspielen auf. Breaking war bisher nur bei den Olympischen Spielen 2024 in Paris olympisch. Zwei Wettbewerbe wurden ausgetragen, es konnten Männer und Frauen teilnehmen.

## Wettbewerbe

### B-Girls
| Olympia | Gold      | Silber           | Bronze     |
| ------- | --------- | ---------------- | ---------- |
| 2024    | Ami Yuasa | Dominika Banevič | Liu Qingyi |

### B-Boys
| Olympia | Gold       | Silber      | Bronze          |
| ------- | ---------- | ----------- | --------------- |
| 2024    | Philip Kim | Danis Civil | Victor Montalvo |